# Lijst van burgemeesters van Besoijen
Dit is een lijst van burgemeesters van de voormalige Nederlandse gemeente Besoijen tot die gemeente in 1922 opging in de gemeente Waalwijk.
| Ambtsperiode                       | Naam burgemeester                     | Partij of stroming | Geboren en gestorven                                    | Bijzonderheden                                                                                       |
| ---------------------------------- | ------------------------------------- | ------------------ | ------------------------------------------------------- | --- |
| 16 september 1811 - 2 oktober 1812 | Jan Franciscus Verlegh                |                    | Besoijen, 20 augustus 1773 - Besoijen, 2 oktober 1812   | Maire, tevens landbouwer                                                                             |
| 5 november 1812 - 31 december 1820 | Dirk Wijnen                           |                    | Sprang, 13 oktober 1754 - Besoijen, 14 april 1830       | Maire/schout, tevens landbouwer, de enige protestantse burgemeester                                  |
| 1 januari 1821 - 19 oktober 1838   | Willem Brokken                        |                    | Tilburg, 20 mei 1758 - Besoijen, 19 oktober 1838        | Schout/burgemeester, tevens logementhouder                                                           |
| 20 januari 1839 - 5 januari 1865   | Arnoldus Joannes Dalleu               |                    | Waalwijk, 20 januari 1797 - Besoijen, 5 januari 1865    | Familie Dalleu afkomstig uit Arras, tevens herbergier                                                |
| 1 maart 1865 - 14 december 1889    | Johannes Verwiel                      |                    | Besoijen, 23 november 1853 - Besoijen, 14 december 1889 | Zorgde dat een raadhuis werd gebouwd                                                                 |
| 6 februari 1890 - 1 maart 1917     | Cornelis Gerardus Verwiel             |                    | Besoijen, 8 juni 1857 - Besoijen, 3 mei 1933            | Zoon van voorganger (Johannes), zorgde dat de waterleiding en riolering aangelegd werd               |
| 1 mei 1917 - 31 december 1921      | Johannes Jacobus Livius Maria Verwiel |                    | Besoijen, 23 september 1890 - 30 juni 1952              | Zoon van voorganger (Cornelis), burgemeester en tevens secretaris, later burgemeester van Oisterwijk |